# D
A D a latin ábécé negyedik, a magyar ábécé hatodik betűje.

## Karakterkódolás
| Karakterkészlet | Kisbetű (d) | Nagybetű (D) |
| --------------- | ----------- | ------------ |
| ASCII           | 100         | 68           |
| Bináris ASCII   | 01100100    | 01000100     |
| EBCDIC          | 132         | 196          |
| Bináris EBCDIC  | 10000100    | 11000100     |
| Unicode         | U+0064      | U+0044       |
| HTML/XML        | &#100;      | &#68;        |

## Jelentései

### Fizika
- d: a Nap (időegység) jele
- D: az elektromos eltolás jele
- D: az elnyelt sugárdózis jele
- D: a rugóállandó jele (direkciós erő)

### Kémia
- D: a deutériumnak, a hidrogén izotópjának a jele

### Közgazdaságtan
- d: az egyéni kereslet jele
- D: az egyéni vagy a piaci kereslet jele

### Matematika
- d: a differenciálszámításban használatos jelölés
- d: a kör átmérőjének jele (görög: Διάμετρος diametrosz)
- d: a számtani sorozat különbségének jele
- D: a római ötszázas számjegy
- D: a másodfokú egyenlet diszkriminánsának jele
- D: a gömb átmérőjének jele
- D: egy szám osztóinak a halmazát jelöli

### Orvostudomány
- D: az egyik vitamin neve

### Számítástechnika
- a D a  D programozási nyelv megnevezése

### Történelem
- „D-day”: a normandiai partraszállás gyakori megnevezése

### Zene
- D: zenei hang, a hangsor 2. eleme
- D, japán rockegyüttes

### Egyéb
- d: a deci-, vagyis a tizedrész jelölése az SI-rendszerben
- D: Németország nemzetközi autójelzése
- D: a dél jele